# Woodstock 1999 (album)
Woodstock 1999 è una compilation di artisti vari, pubblicata il 19 ottobre 1999 e tratta dal concerto Woodstock 1999.
Ha raggiunto la posizione numero 32 nella Billboard 200.

## Tracce
Disco 1
1. Korn – Blind – 4:03
2. The Offspring – The Kids Aren't Alright – 3:02
3. Lit – For – 3:04
4. Buckcherry – Lit Up – 4:40
5. Kid Rock – Bawitdaba – 4:16
6. Limp Bizkit – Show Me What You Got – 3:44
7. Rage Against the Machine – Bulls on Parade – 3:49
8. Metallica – Creeping Death – 6:49
9. Creed e Robby Krieger – Roadhouse Blues – 5:49
10. Sevendust – Bitch – 5:23
11. DMX – Stop Being Greedy – 2:20
12. Godsmack – Keep Away – 4:39
13. Megadeth – A Secret Place – 4:24
14. Bush – Everything Zen – 6:18
15. Live – I Alone – 6:00
16. Interlude – 1:15
17. Red Hot Chili Peppers – Fire – 2:56

Disco 2
1. Dave Matthews Band – Tripping Billies – 5:23
2. The Brian Setzer Orchestra – Rock This Town – 6:44
3. Sheryl Crow – If It Makes You Happy – 5:39
4. Everlast – Ends – 5:08
5. Everclear – Santa Monica – 5:18
6. Jewel – Down So Long – 5:28
7. Elvis Costello – Alison – 2:52
8. Alanis Morissette – So Pure – 2:58
9. Jamiroquai – Black Capricorn Day – 3:47
10. G. Love & Special Sauce – Cold Beverage – 5:05
11. The Chemical Brothers – Block Rockin' Beats – 4:03
12. The Roots – Adrenaline! – 4:15
13. Güster – Airport Song – 3:30
14. Our Lady Peace – Superman's Dead – 4:58
15. Rusted Root – Ecstasy – 4:47
16. Bruce Hornsby – Resting Place – 6:41

## Classifiche
| Classifiche (1999) | Posizione massima |
| ------------------ | ----------------- |
| Stati Uniti        | 32                |